# Південно-Східний регіон (Мальта)
Південно-Східний регіон (мальт. Reġjun Xlokk) — один з п'яти регіонів Мальти. Знаходиться в південно-східній частині острова Мальта. Регіон був створений законом № XVI від 2009 року, що розділив східний регіон Мальти на південний та південно-східний. Межує з центральним та південним регіонами Мальти.